# تاركوينيوس بريسكوس
لوكيوس تاركوينوس بريسكوس سابقا لوكومو (الأكبر أو الزعيم) هو أحد حكام روما الإتروسكان وخامسهم من بين الملوك السبعة وحكم بين عامي 616 - 579 قبل الميلاد وهي في الحقيقة الفترة التي حكم فيها الإتروسكان روما لكن الحقائق حول نمو المدينة تحت الحكم الأجنبي أصبحت ملتبسة.

## أصله
اسمه كان لوكومو وكان أبوه يونانيا يعيش في تاركوينيا وذهب إلى روما بناء على نصيحة زوجته تاناكويل التي يظهرها ليفي كامرأة متسلطة. تم تعيينه حارسا لأبناء أنكوس ماركيوس وأخذ العرش منهم بعد موت ماركيوس قبل أن يقتلوه ووضعت تاناكويل زوج ابنتها سيرفيوس توليوس ملكا بعده.
يظن أنه زاد أعضاء مجلس الشيوخ ورتب الفرسان وتظهر الآثار أنه تم في عهده التوسع في البناء حيث أنشأت حلبة سباق الخيل سيركوس ماكسيموس وشبكة المجاري كلواكا ماكسيما وأسس الألعاب الرومانية وبنى حائطا حول المدينة.
من أشهر قصصه أن امرأة أتت إليه وعرضت عليه شراء تسع كتب مقدسة بثمن كبير فرفض ثم أحرقت ثلاثة وعرضت نفس الثمن على الستة ورفض مجددا ثم عرضت نفس الثمن بعد إحراقها لثلاثة أخرى فقبل دفع الثمن كله، وهذه الكتب هي الكتب السيبلية التي يسترشد بها مجلس الشيوخ.

## وصلات
| سبقه أنكوس ماركيوس | ملك روما لوكيوس تاركوينيوس بريسكوس 616 ق.م. - 579 ق.م. | تبعه سيرفيوس توليوس |